# Saison 2013-2014 du Stade Malherbe Caen
Maillots
Chronologie
Saison précédente Saison suivante
La saison 2013-2014 du Stade Malherbe de Caen, club de football français, voit le club évoluer en Ligue 2.
C'est la 28e saison du club normand à ce niveau, et également la saison de son centenaire. Elle s'achève sur une 3e place synonyme de retour en Ligue 1 pour la saison 2014-2015.

## Historique
Le budget est en baisse de 14 à environ 11 millions d'euros.

### Transferts
Les contrats de Grégory Leca, Thibault Moulin, Branko Lazarević et Kandia Traoré ne sont pas prolongés, tandis que Neeskens Kebano, Sidy Koné et Alexandre Cuvillier repartent à l'issue de leur prêt. Au contraire du gardien de but Damien Perquis et des défenseurs Jean-Jacques Pierre et Yrondu Musavu-King, qui signent pour deux nouvelles saisons, et de Kim Kyung-Jung, dont le prêt est reconduit. De retour de prêt, Damien Marcq est libéré pour signer au Sporting Charleroi. Le jeune Ibrahima Tandia est également libéré de son contrat. Deux jeunes signent leur premier contrat professionnel : Jonathan Beaulieu et Thomas Lemar.
Le 18 juin, deux premières recrues sont officialisées : Dennis Appiah, un défenseur venu de l'AS Monaco, et N'Golo Kanté, un milieu de terrain élu meilleur joueur de National en 2012-2013 avec l'US Boulogne par le magazine France-Football. Ils signent chacun pour trois ans. Le lendemain, le club annonce le prêt de l'attaquant du Stade de Reims Jonathan Kodjia, qui sort d'une saison convaincante en National. 
Le club perd par contre deux titulaires en défense. En fin de contrat, le capitaine Jérémy Sorbon rejoint l'EA Guingamp, promu en L1. Le jeune latéral Raphaël Guerreiro s'engage lui avec le FC Lorient, contre une indemnité comprise entre deux et trois millions d'euros. Le milieu offensif droit Mathias Autret fait le chemin inverse sous forme de prêt.
Le 8 juillet, le club annonce le retour de Jérôme Rothen, un des joueurs les plus prestigieux formés à Caen, treize ans après son départ. Il signe un contrat d'un an, plus une année supplémentaire en cas de montée en Ligue 1. Afin de pallier le départ de Jérémy Sorbon, le défenseur central brésilien Felipe Saad, transfuge de l'AC Ajaccio, est recruté le 15 juillet. Il signe un contrat de deux ans. Le 1er septembre enfin, le club laisse son attaquant Livio Nabab rejoindre l'AC Arles-Avignon, où un contrat de trois ans l'attend, et recrute pour le remplacer Fodé Koita, libéré par Montpellier HSC et qui signe pour deux saisons.

### Récit de la saison sportive
L'objectif est de remonter en Ligue 1 à tout prix. La saison est marquée par les festivités du centenaire du club, et notamment un match de gala contre le Milan AC le 13 octobre au Stade Michel-d'Ornano, remporté 3-0 par les Caennais. L'équipe commence fort le championnat avec trois victoires consécutives, mais devient ensuite irrégulière et stagne dans le premier tiers du classement. Au mois d'octobre, publiquement démotivé, Jérôme Rothen quitte brusquement le club puis annonce sa fin de carrière. 
Après la trêve hivernale, la défense est enfin stabilisée et l'attaque, menée par un Mathieu Duhamel auteur de 23 buts, gagne en efficacité. La montée est acquise à une journée de la fin, à domicile face à Nîmes (1-1). En Coupe de France, le club réalise un parcours intéressant et se hisse jusqu'en 8e de finale, s'inclinant à Lille aux tirs au but après un match nul prolifique (3-3).

## Joueurs et club

### Effectif professionnel
À la suite du départ de Pape Fall, l'entraîneur de l'AS Cherbourg, Jean-Marie Huriez est recruté comme adjoint de Patrice Garande, son ancien entraîneur à Cherbourg. L'ancien Caennais Grégory Proment rejoint également le staff technique, auprès de l'équipe réserve.

### Sponsors et équipementier
L'équipementier du club est l'Américain Nike (en contrat avec le club depuis 2007), et son principal sponsor maillot l'entreprise de recyclage Guy Dauphin Environnement (GDE).

## Les rencontres de la saison

### Match du centenaire
À l'occasion du centenaire de la fondation du club, le 13 octobre 2013, deux matchs de gala sont organisés à d'Ornano. Un premier, en lever de rideau, oppose deux sélections d'anciens joueurs du club, parmi lesquels les anciens internationaux français Stéphane Paille, Xavier Gravelaine, Fabrice Divert, Pascal Vahirua et slovaque Miloš Glonek, Cyrille Watier, meilleur buteur professionnel de l'histoire du club, et les Yvan Lebourgeois, Christophe Point, Jimmy Hebert, Jérémy Sorbon, Cédric Hengbart, Sébastien Mazure, Reynald Lemaître, Vincent Planté, qui comptent chacun plus de six saisons sous les couleurs malherbistes. 
Le second match voit l'équipe A recevoir le prestigieux AC Milan, privé de ses internationaux, devant plus de 14 000 spectateurs. Les Caennais l'emportent 3-0 sur les Italiens, grâce à Pierre, Duhamel et Koïta.

### Matchs de préparation
Quatre matchs amicaux sont programmés pendant l'été. Le 9 juillet à Deauville, le club fait match nul contre le FC Rouen (0-0). Le 14 à Valognes, dans le cadre du traditionnel « Trophée des Normands », Le Havre AC (autre pensionnaire de L2) et le SM Caen se neutralisent (2-2, doublé de Jonathan Kodjia). Les Havrais conservent le trophée aux tirs au but (6-5). 
Malherbe termine sa préparation face à une équipe de L1, le Valenciennes FC (2-2), le 20 à Vire. Un dernier match contre le Stade de Reims, prévu le 27 au Stade de Venoix dans le cadre des festivités du centenaire du club, est annulé du fait des conditions climatiques.

### Championnat de Ligue 2
Le championnat débute le 27 juillet 2013 et se termine le 16 mai 2014. L'équipe remporte ses trois premiers matchs, ce qui la porte en tête du classement, avant trois défaites de rang qui annoncent un automne difficile. Une série d’invincibilité de douze matchs entre la mi-février et début mai, dont six victoires de rang, permet aux Caennais de passer de la 8e à la 2e place. Ils ne quittent plus le podium, synonyme de promotion en Ligue 1, après la 32e journée.
| Date                       | Journée | Adversaire    | Lieu | Résultat | Buteurs pour le SM Caen                                     | Points  | Place   | Affluence | Diffuseur                  |         |
| -------------------------- | ------- | ------------- | ---- | -------- | ----------------------------------------------------------- | ------- | ------- | --------- | -------------------------- | ------- |
| vendredi 27 juillet 2013   | J01     | Dijon         | Dom. | 3 - 1    | Duhamel 43e, Nabab 74e, Kodjia 85e                          | 3       | 2       | 8 018     | beIN Sports 2*             |         |
| vendredi 9 août 2013       | J02     | Laval         | Ext. | 1 - 2    | Kanté 43e, Duhamel 87e                                      | 6       | 1       | 5 577     | beIN Sports 2              |         |
| vendredi 16 août 2013      | J03     | Créteil       | Dom. | 3 - 0    | Autret 23e, Seck 43e (csc), Duhamel 78e                     | 9       | 1       | 9 966     | beIN Sports 2*             |         |
| vendredi 23 août 2013      | J04     | Troyes        | Ext. | 2 - 1    | Nabab 79e                                                   | 9       | 3       | 7 578     | beIN Sports 2*             |         |
| lundi 2 septembre 2013     | J05     | Metz          | Dom. | 0 - 2    |                                                             | 9       | 6       | 8 132     | Eurosport                  |         |
| vendredi 13 septembre 2013 | J06     | Arles-Avignon | Ext. | 3 - 2    | Duhamel 4e, 37e                                             | 9       | 7       | 1 812     | beIN Sports 2              |         |
| vendredi 20 septembre 2013 | J07     | Niort         | Dom. | 3 - 1    | Kodjia 7e, Fajr 14e, Wagué 89e                              | 12      | 3       | 7 225     | beIN Sports 2              |         |
| mercredi 24 septembre 2013 | J08     | Clermont      | Ext. | 2 - 2    | Rothen 55e (pen.), Salze 75e (csc)                          | 13      | 5       | 2 941     | beIN Sports 2              |         |
| vendredi 27 septembre 2013 | J09     | Le Havre      | Dom. | 1 - 0    | Fajr 84e (pen.)                                             | 16      | 3       | 11 437    | beIN Sports 2              |         |
| samedi 5 octobre 2013      | J10     | Nîmes         | Ext. | 2 - 1    | Fajr 14e                                                    | 16      | 7       | 4 712     | beIN Sports 2              |         |
| vendredi 18 octobre 2013   | J11     | Châteauroux   | Ext. | 0 - 2    | Koita 18e, Montaroup 90+4e                                  | 19      | 5       | 5 226     | beIN Sports 2              |         |
| samedi 26 octobre 2013     | J12     | Nancy         | Dom. | 1 - 2    | Montaroup 8e                                                | 19      | 7       | 9 100     | beIN Sports 1              |         |
| samedi 2 novembre 2013     | J13     | Lens          | Ext. | 2 - 1    | Duhamel 85e                                                 | 19      | 8       | 31 293    | beIN Sports 1              |         |
| vendredi 8 novembre 2013   | J14     | Istres        | Dom. | 4 - 0    | Autret 10e 32e, Koita 66e, Fajr 78e                         | 22      | 5       | 7 079     | beIN Sports 1              |         |
| lundi 25 novembre 2013     | J15     | Auxerre       | Ext. | 3 - 2    | Fajr 5e, Duhamel 23e                                        | 22      | 8       | 4 123     | Eurosport                  |         |
| vendredi 29 novembre 2013  | J16     | Angers        | Dom. | 1 - 1    | Montaroup 18e                                               | 23      | 9       | 8 356     | beIN Sports 2*             |         |
| vendredi 13 décembre 2013  | J17     | Bastia        | Ext. | 1 - 5    | Agouazi 26e, Fajr 40e, Duhamel 47e, Koita 74e 77e           | 26      | 7       | 1 358     | beIN Sports 2              |         |
| vendredi 20 décembre 2013  | J18     | Brest         | Dom. | 0 - 0    |                                                             | 27      | 8       | 9 579     | beIN Sports 2*             |         |
| vendredi 10 janvier 2014   | J19     | Tours         | Ext. | 2 - 1    | Duhamel 75e                                                 | 27      | 8       | 5 530     | beIN Sports 2              |         |
| matchs retour              |         |               |      |          |                                                             |         |         |           |                            |         |
| vendredi 17 janvier 2014   | J20     | Laval         | Dom. | 2 - 1    | Duhamel 14e, Calvé 67e                                      | 30      | 7       | 7 687     | beIN Sports 2*             |         |
| vendredi 24 janvier 2014   | J21     | Créteil       | Ext. | 1 - 2    | Seck 15e (csc), Kodjia 38e                                  | 33      | 5       | 2 508     | beIN Sports 2              |         |
| vendredi 31 janvier 2014   | J22     | Troyes        | Dom. | 1 - 1    | Autret 86e                                                  | 34      | 8       | 7 815     | beIN Sports 2              |         |
| vendredi 7 février 2014    | J23     | Metz          | Ext. | 2 - 1    | Saez 17e                                                    | 34      | 8       | 11 340    | beIN Sports 2*             |         |
| vendredi 14 février 2014   | J24     | Arles-Avignon | Dom. | 1 - 0    | Duhamel 9e                                                  | 37      | 7       | 6 974     | beIN Sports 2              |         |
| vendredi 21 février 2014   | J25     | Niort         | Ext. | 0 - 0    |                                                             | 38      | 7       | 5 077     | beIN Sports 2              |         |
| vendredi 28 février 2014   | J26     | Clermont      | Dom. | 2 - 1    | Duhamel 90e 90+2e                                           | 41      | 4       | 7 315     | beIN Sports 2              |         |
| vendredi 7 mars 2014       | J27     | Le Havre      | Ext. | 1 - 1    | Saez 28e                                                    | 42      | 5       | 14 325    | beIN Sports 2              |         |
| vendredi 14 mars 2014      | J28     | Nîmes         | Dom. | [ f 28 ] | Reporté                                                     | Reporté | Reporté | Reporté   | Reporté                    | Reporté |
| vendredi 21 mars 2014      | J29     | Châteauroux   | Dom. | 1 - 1    | Duhamel 43e (pen.)                                          | 43      | 6       | 7 917     | beIN Sports 2              |         |
| vendredi 28 mars 2014      | J30     | Nancy         | Ext. | 1 - 1    | Duhamel 89e                                                 | 44      | 6       | 14 714    | beIN Sports 2              |         |
| samedi 5 avril 2014        | J31     | Lens          | Dom. | 1 - 0    | Duhamel 33e                                                 | 47      | 4       | 17 563    | beIN Sports 1              |         |
| vendredi 11 avril 2014     | J32     | Istres        | Ext. | 2 - 3    | Duhamel 17e 87e, Kanté 63e                                  | 50      | 3       | 2 172     | beIN Sports 2              |         |
| samedi 19 avril 2014       | J33     | Auxerre       | Dom. | 1 - 0    | Duhamel 74e                                                 | 53      | 3       | 14 988    | beIN Sports 1              |         |
| lundi 28 avril 2014        | J34     | Angers        | Ext. | 1 - 2    | Duhamel 79e, Kodjia 91e                                     | 56      | 3       | 12 487    | Eurosport                  |         |
| vendredi 2 mai 2014        | J35     | Bastia        | Dom. | 6 - 1    | Rouamba 8e (csc), Duhamel 29e 72e, Fajr 34e 60e, Autret 81e | 59      | 2       | 16 011    | beIN Sports 2              |         |
| lundi 5 mai 2014           | J36     | Brest         | Ext. | 0 - 1    | Nangis 3e                                                   | 62      | 2       | 9 048     | Eurosport                  |         |
| vendredi 9 mai 2014        | J37     | Tours         | Dom. | 1 - 3    | Kodjia 70e                                                  | 62      | 2       | 20 027    | Eurosport et beIN Sports 2 |         |
| mardi 13 mai 2014          | J28     | Nîmes         | Dom. | 1 - 1    | Duhamel 20e                                                 | 63      | 2       | 19 906    | beIN Sports 2              |         |
| vendredi 16 mai 2014       | J38     | Dijon         | Ext. | 2 - 2    | Duhamel 44e, Pierre 65e                                     | 64      | 3       | 10 869    | Eurosport et beIN Sports 2 |         |

* match directeur

### Coupe de France
La coupe de France 2013-2014 est la 97e édition de la coupe de France, une compétition à élimination directe mettant aux prises les clubs de football amateurs et professionnels à travers la France métropolitaine et les DOM-TOM. Elle est organisée par la FFF et ses ligues régionales.
Lors de cette édition, le Stade Malherbe parvient à se hisser en huitièmes de finale, sa meilleure performance depuis la saison 2003-2004.
| Date                    | Tour           | Adversaire                   | Lieu                     | Résultat                      | Buteurs pour le SM Caen            |
| ----------------------- | -------------- | ---------------------------- | ------------------------ | ----------------------------- | ---------------------------------- |
| samedi 16 novembre 2013 | 7e tour        | FC Drouais                   | Dreux                    | 0 - 1                         | Koïta 33e (pen.)                   |
| samedi 7 décembre 2013  | 8e tour        | Saint-Pryvé Saint-Hilaire FC | Saint-Pryvé-Saint-Mesmin | 0 - 2                         | Poyet 93e, Montaroup 119e          |
| samedi 4 janvier 2014   | 32es de finale | CA Pontarlier                | Pontarlier               | 1 - 3                         | Kanté 6e, Fajr 48e, Nangis 90e     |
| mardi 21 janvier 2014   | 16es de finale | AC Ajaccio                   | Ajaccio                  | 0 - 2                         | Autret 63e,Fajr 74e                |
| mardi 11 février 2014   | 8es de finale  | LOSC Lille                   | Villeneuve-d'Ascq        | 3 - 3 a.p (6 tirs au but à 5) | Koita 14e 29e, Rodelin 90+2e (csc) |

### Coupe de la Ligue
La Coupe de la Ligue 2013-2014 est la 20e édition de la Coupe de la Ligue, compétition à élimination directe organisée par la Ligue de football professionnel (LFP) depuis 1994, qui rassemble uniquement les clubs de Ligue 1, Ligue 2 et ceux de National ayant conservé leur statut professionnel. Depuis 2009, la LFP a instauré un nouveau format de coupe plus avantageux pour les équipes qualifiées pour une coupe d'Europe.
Le club est éliminé au 2e tour par l'AJ Auxerre.
| Date               | Tour | Adversaire | Lieu | Résultat | Buteurs pour le SM Caen | Affluence | Diffuseur |
| ------------------ | ---- | ---------- | ---- | -------- | ----------------------- | --------- | --------- |
| mardi 6 août 2013  | 1er  | FC Metz    | Dom. | 2 - 0    | Kodjia 5e, 35e          | 5 186     |           |
| mardi 27 août 2013 | 2e   | AJ Auxerre | Dom. | 0 - 3    |                         | 6 298     | France 4  |

## Équipe réserve
L'équipe réserve, inscrite dans le groupe A (Nord) du CFA 2 lutte pendant toute la saison pour son maintien, assuré finalement lors de la dernière journée. Les Caennais terminent à la 10e place sur 14, avec 6 victoires, 12 matchs nuls et 8 défaites en 26 matchs.